# Antonio Salviati

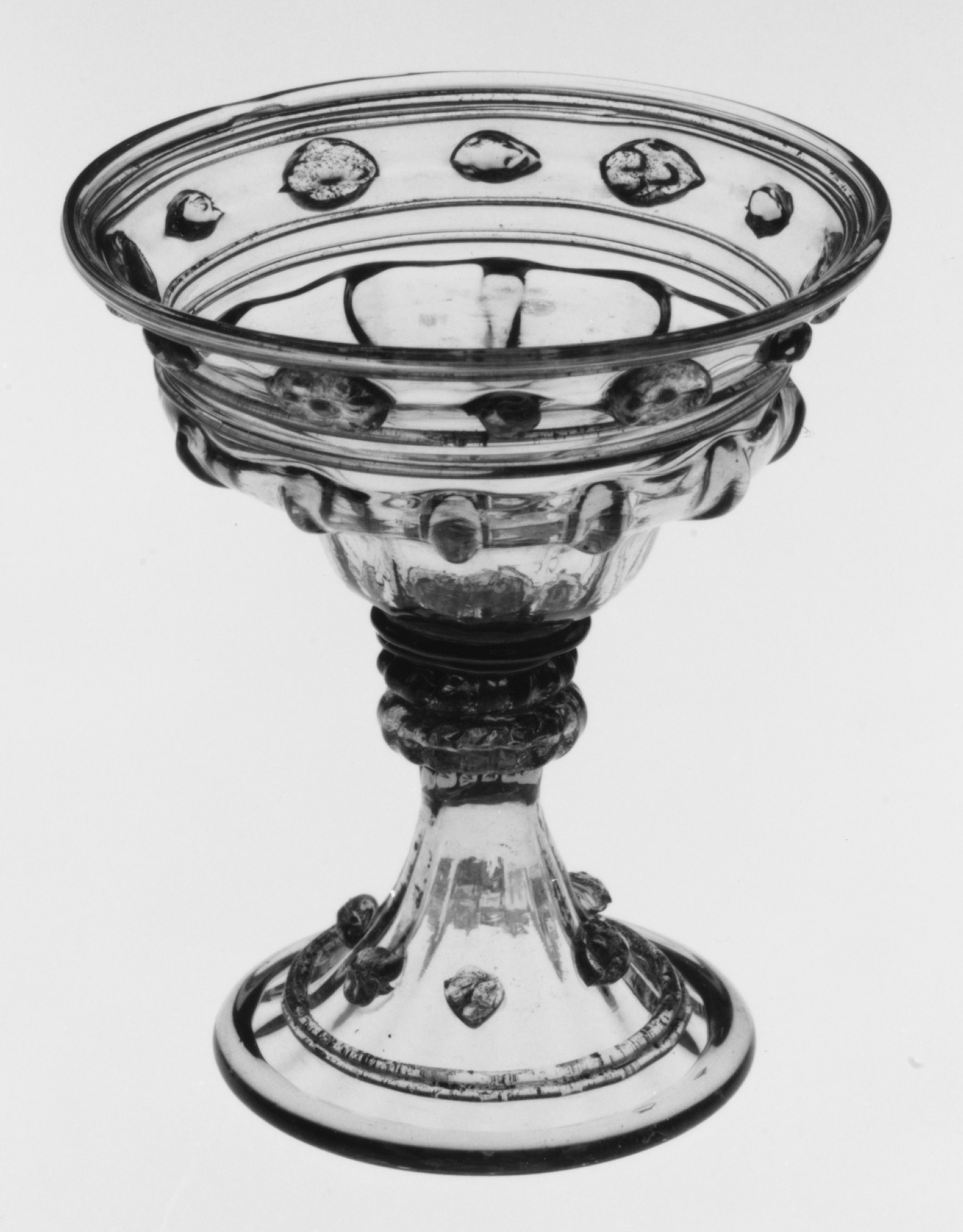
Vaso de pie elaborado por Salviati, Museo Metropolitano de Arte, Nueva York.

Antonio Salviati (Vicenza, 18 de marzo de 1816–ibídem, 25 de enero de 1890) fue un abogado y empresario italiano, fundador de una fábrica de vidrio veneciano de gran categoría, responsable de la resurrección de la industria vidriera veneciana en el siglo XIX.

## Biografía
Abogado de profesión, estaba interesado en la elaboración de vidrio para su empleo en mosaicos, con vistas a la restauración de los mosaicos de San Marcos de Venecia. En 1859 fundó una sociedad con Lorenzo Radi, dedicada al comercio internacional de mosaicos. En 1866 se asociaron con Austen Henry Layard, el arqueólogo descubridor de Nínive, con el que formaron la empresa Società Salviati e Compagni, radicada en Venecia.
La compañía Salviati consiguió varios encargos de relevancia, como los mosaicos del fondo del altar mayor de la abadía de Westminster (1867), del techo de la Albert Memorial Chapel del castillo de Windsor y de la Capilla Palatina de Aquisgrán (1870-1875).
En 1876 se separó de sus socios ingleses y fundó una nueva empresa que, además de mosaicos, fabricó vidrio ornamental y de mesa, en un estilo renacentista de gran calidad. En la década de 1870 también elaboró piezas a imitación del vidrio romano antiguo. Su empresa concurrió a todas la exposiciones universales de finales del siglo XIX.